# معهد الاختراعات الاجتماعية
كان معهد الاختراعات الاجتماعية مؤسسة فكرية تأسست عام 1985 لنشر الأفكار الجيدة وإطلاقها لتحسين نوعية الحياة. سعى مؤسسها نيكولاس ألبري (1948-2001) إلى تشجيع الابتكارات غير التكنولوجية.

## تاريخه
نشأ المعهد من الشبكة غير الرسمية للمراكز المجتمعية وخدمات المعلومات التي انتشرت في لندن طوال السبعينيات. من أوائل هذه المراكز كانت خدمة المعلومات BIT ، التي أسسها جون "هوبي" هوبكنز في عام 1968.
النشأة
خلال السنوات التي قضاها كمنسق لـ BIT، خرج نيكولاس ألبري بفكرة المعهد الذي من شأنه تعزيز جميع أنواع الأفكار والتجارب، والتي تم تطويرها بشكل أساسي داخل ما يسمى «المجتمع البديل».

## الفكرة الرئيسية
عُرف المعهد بأسماء مختلفة، مثل «معهد الابتكارات الاجتماعية» أو «معهد التغيير الاجتماعي». دارت كل هذه الطوائف حول مفهوم التحسينات الجديدة التي يجب إجراؤها في حالة المجتمع السائد، كما هو الحال في أي وقت.

## العاقبة
تم دمجه مع بنك الأفكار العالمية، الذي تم تشكيله في عام 1995.